# December (The Moody Blues)
December è un disco dal tema natalizio, sedicesimo album in studio realizzato dal gruppo rock The Moody Blues nel 2003.

## Il disco
È il primo album, sin da The Magnificent Moodies, a comprendere anche canzoni non scritte da membri della band. È anche il primo con la flautista Norda Mullen.

## Tracce
1. "Don't Need a Reindeer" (Justin Hayward) – 3:59
2. "December Snow" (Hayward) – 5:11
3. "In the Quiet of Christmas Morning (Bach 147)" (Bach, Hayward, John Lodge) – 2:51
4. "On This Christmas Day" (John Lodge) – 3:40
5. "Happy Xmas (War Is Over)" (John Lennon, Yōko Ono) – 2:37
6. "A Winter's Tale" (Batt, Rice) – 4:28
7. "The Spirit of Christmas" (Lodge) – 4:52
8. "Yes I Believe" (Hayward) – 4:21
9. "When a Child Is Born" (Zacar) – 3:34
10. "White Christmas" (Irving Berlin) – 3:08
11. "In the Bleak Midwinter" (Holst, Rossetti) – 3:21

## Formazione
- Justin Hayward: Chitarra/Voce
- John Lodge: Basso/Voce
- Graeme Edge: Batteria
- Danilo Madonia: Tastiera/Programming/Arrangiamenti Orchestrali
- Norda Mullen: Flauto